# أليكسي لالاس
أليكسي لالاس (و.) (بالإنجليزية: Alexi Lalas) هو لاعب كرة قدم أمريكي سابق.

## وصلات خارجية
- أليكسي لالاس على موقع IMDb (الإنجليزية)
- أليكسي لالاس على موقع ميوزك برينز (الإنجليزية)
- أليكسي لالاس على موقع أول ميوزيك (الإنجليزية)
- أليكسي لالاس على موقع ديسكوغز (الإنجليزية)
- أليكسي لالاس على موقع الاتحاد الدولي (مؤرشف)  (الإنجليزية)
- أليكسي لالاس على موقع الدوري الأمريكي (الإنجليزية)
- أليكسي لالاس على موقع إي إس بي إن إف سي (الإنجليزية)
- أليكسي لالاس على موقع قاعدة بيانات كرة القدم.إي يو (الإنجليزية)
- أليكسي لالاس على موقع ناشيونال فوتبول تيمز (الإنجليزية)
- أليكسي لالاس على موقع اللجنة الأولمبية الدولية (الإنجليزية)
- أليكسي لالاس على موقع أوليمبيديا (الإنجليزية)